# Oktiabrskij (rejon pierielubski)
Oktiabrskij (ros. Октябрьский) – osiedle w Rosji, w obwodzie saratowskim, w rejonie pierielubskim. W 2021 liczyło 467 mieszkańców.